# Deftones (album)
Albums de Deftones
White Pony
(2000) Saturday Night Wrist
(2006)
Singles
1. Minerva
Sortie : 29 avril 2003
2. Hexagram
Sortie : 30 décembre 2003

Deftones est le quatrième album studio du groupe californien de metal alternatif Deftones, sorti le 20 mai 2003 par Maverick Records.
Il a été décrit par certaines critiques comme étant un compromis entre Around the Fur et White Pony.

## Liste des chansons
Toutes les chansons sont écrites et composées par Deftones.
| No  | Titre                                 | Durée |
| --- | ------------------------------------- | ----- |
| 1.  | Hexagram                              | 4:09  |
| 2.  | Needles and Pins                      | 3:23  |
| 3.  | Minerva                               | 4:18  |
| 4.  | Good Morning Beautiful                | 3:28  |
| 5.  | Deathblow                             | 5:28  |
| 6.  | When Girls Telephone Boys             | 4:36  |
| 7.  | Battle-Axe                            | 5:01  |
| 8.  | Lucky You (avec Reyka Osburn)         | 4:10  |
| 9.  | Bloody Cape                           | 3:37  |
| 10. | Anniversary of an Uninteresting Event | 3:57  |
| 11. | Moana                                 | 5:02  |

## Certifications
| Pays                  | Certification |
| --------------------- | ------------- |
| Canada (Music Canada) | Or            |
| États-Unis (RIAA)     | Or            |
| Royaume-Uni (BPI)     | Argent        |